# NŠK Sveti Mihovil Sutomiščica
NŠK Sveti Mihovil je nogometni klub iz mjesta Sutomišćica na otoku Ugljanu. Klub je dva otoka, Ugljana i Pašman. U sezoni 2019./20. se natječe u 2. ŽNL Zadarska.
Najpoznatiji igrači ponikli u klubu su Marin Tomasov i Ivan Santini.

## Povijest
Klub je osnovan 1952. godine pod imenom Jadran koji se ugasio, ali se u Sutomišćici na otoku Ugljanu osnovao 1984. godine NK Ugljan. Danas se zove Sveti Mihovil i klub je dvaju otoka - Ugljana i Pašmana. Klub je pod današnjim imenom osnovan 1996. godine.